# アンツォーラ・ドッソラ
アンツォーラ・ドッソラ（伊: Anzola d'Ossola）は、イタリア共和国ピエモンテ州ヴェルバーノ・クジオ・オッソラ県にある、人口約400人の基礎自治体（コムーネ）。

## 地理

### 位置・広がり
| 隣接するコムーネは以下の通り。 - マッシオーラ - オルナヴァッソ - ピエーヴェ・ヴェルゴンテ - プレモゼッロ＝キオヴェンダ - ヴァルストローナ |